# Mikołaj Bołtuć
Mikołaj Bołtuć, poljski general, * 1893, † 1939.